# 4564 Clayton
4564 Clayton је астероид главног астероидног појаса чија средња удаљеност од Сунца износи 2,566 астрономских јединица (АЈ).
Апсолутна магнитуда астероида је 13,3.